# Процесс Пуассона
Процесс Пуассона, поток Пуассона, пуассоновский процесс — ординарный поток однородных событий, для которого число событий в интервале {\displaystyle A} не зависит от чисел событий в любых интервалах, не пересекающихся с {\displaystyle A}, и подчиняется распределению Пуассона. В теории случайных процессов описывает количество наступивших случайных событий, происходящих с постоянной интенсивностью.
Вероятностные свойства потока Пуассона полностью характеризуются функцией {\displaystyle \Lambda (A)}, равной приращению в интервале {\displaystyle A} некоторой убывающей функции. Чаще всего поток Пуассона имеет мгновенное значение параметра {\displaystyle \lambda (t)} — функцию, в точках непрерывности которой вероятность события потока в интервале {\displaystyle [t,t+dt]} равна {\displaystyle \lambda (t)dt}. Если {\displaystyle A} — отрезок {\displaystyle [a,b]}, то
{\displaystyle \Lambda (A)=\int \limits _{a}^{b}\lambda (t)\,dt}
Поток Пуассона, для которого {\displaystyle \lambda (t)} равна постоянной {\displaystyle \lambda }, называется простейшим потоком с параметром {\displaystyle \lambda }.
Потоки Пуассона определяются для многомерного и вообще любого абстрактного пространства, в котором можно ввести меру {\displaystyle \Lambda (A)}. Стационарный поток Пуассона в многомерном пространстве характеризуется пространственной плотностью {\displaystyle \lambda }. При этом {\displaystyle \Lambda (A)} равна объему области {\displaystyle A}, умноженному на {\displaystyle \lambda }.

## Классификация
Различают два вида процессов Пуассона: простой (или просто: процесс Пуассона) и сложный (обобщённый).

### Простой процесс Пуассона
Пусть {\displaystyle \lambda >0}. Случайный процесс {\displaystyle \{X_{t}\}_{t\geq 0}} называется однородным Пуассоновским процессом с интенсивностью {\displaystyle \lambda }, если
1. {\displaystyle X_{0}=0} почти достоверное.
2. {\displaystyle \{X_{t}\}} — процесс с независимыми приращениями.
3. {\displaystyle X_{t}-X_{s}\sim \ \mathrm {P} (\lambda (t-s))} для любых {\displaystyle 0\leq s<t<\infty }, где {\displaystyle \mathrm {P} (\lambda (t-s))} обозначает распределение Пуассона с параметром {\displaystyle \lambda (t-s)}.

### Сложный (обобщённый) пуассоновский процесс
- Пусть {\displaystyle \xi _{1},...,\xi _{n}} последовательность взаимно независимых одинаково распределённых случайных величин.
- Пусть {\displaystyle N(t)} — простой пуассоновский процесс с интенсивностью {\displaystyle \lambda }, не зависящий от последовательности {\displaystyle \xi _{1},...,\xi _{n}}.

Обозначим через {\displaystyle S_{k}} сумму первых k элементов введённой последовательности.
Тогда определим сложный Пуассоновский процесс {\displaystyle \{Y_{t}\}} как {\displaystyle S_{N(t)}} .

## Свойства
- Времена между моментами скачков независимы и имеют экспоненциальное распределение {\displaystyle {\text{Exp}}(\lambda )}.
- Пуассоновский процесс принимает только неотрицательные целые значения, и более того

{\displaystyle \mathbb {P} (X_{t}=k)={\frac {\lambda ^{k}t^{k}}{k!}}e^{-\lambda t},\quad k=0,1,2,\ldots },
то есть момент {\displaystyle k}-го скачка имеет гамма-распределение {\displaystyle {\text{Γ}}(\lambda ,k)}.
- Траектории процесса Пуассона — кусочно-постоянные, непрерывные справа, неубывающие функции со скачками равными единице почти наверное. Более точно

{\displaystyle \mathbb {P} (X_{t+h}-X_{t}=0)=1-\lambda h+o(h)}
{\displaystyle \mathbb {P} (X_{t+h}-X_{t}=1)=\lambda h+o(h)}
{\displaystyle \mathbb {P} (X_{t+h}-X_{t}>1)=o(h)} при {\displaystyle h\to 0},
где {\displaystyle o(h)} обозначает «о малое».

## Критерий
Для того чтобы некоторый случайный процесс {\displaystyle \{X_{t}\}} с непрерывным временем был пуассоновским (простым, однородным) или тождественно нулевым достаточно выполнение следующих условий:
1. {\displaystyle X_{0}=0}.
2. Процесс имеет независимые приращения.
3. Процесс однородный.
4. Процесс принимает целые неотрицательные значения.
5. {\displaystyle P\{X_{h}\geq 2\}=o(h)} при {\displaystyle h\searrow 0}.

## Информационные свойства[3]
- Пусть {\displaystyle \tau _{1},\dots ,\tau _{n}} — моменты скачков процесса Пуассона. {\displaystyle T=\tau _{j}-\tau _{j-1}}.

Зависит ли {\displaystyle T} от предыдущей части траектории?

{\displaystyle \mathbb {P} (\{T>t+s\mid T>s\})} — ?
Пусть {\displaystyle u(t)=\mathbb {P} (T>t)}.
{\displaystyle u(t\mid s)={\frac {\mathbb {P} (T>t+s\cap T>s)}{\mathbb {P} (T>s)}}={\frac {\mathbb {P} (T>t+s)}{\mathbb {P} (T>s)}}}

{\displaystyle u(t\mid s)u(s)=u(t+s)}

{\displaystyle u(t\mid s)=s(t)\Leftrightarrow u(t)=e^{-\alpha t}}.

Распределение длин промежутков времени между скачка́ми обладает свойством отсутствия памяти ⇔ оно показательно.
- Рассмотрим отрезок {\displaystyle [a,b]} на временно́й оси.

{\displaystyle X(b)-X(a)=n} — число скачков на отрезке {\displaystyle [a,b]}.

Условное распределение моментов скачков {\displaystyle \tau _{1},\dots ,\tau _{n}\mid X(b)-X(a)=n} совпадает с распределением вариационного ряда, построенного по выборке длины {\displaystyle n} из {\displaystyle R[a,b]}.
Плотность этого распределения {\displaystyle f_{\tau _{1},\dots ,\tau _{n}}(t)={\frac {n!}{(b-a)^{n}}}\mathbb {I} (a\leqslant t_{1}\leqslant \cdots \leqslant t_{n}\leqslant b)}

### Центральная предельная теорема
- Теорема.

{\displaystyle \mathbb {P} {\biggl (}{\frac {X(t)-\lambda t}{\sqrt {\lambda t}}}<x{\biggr )}{\underset {\lambda t\to \infty }{\overset {x}{\rightrightarrows }}}\Phi (x)\sim N(0,1)={\frac {1}{\sqrt {2\pi }}}\int _{-\infty }^{x}e^{-{\frac {u^{2}}{2}}}du}
Скорость сходимости:

{\displaystyle \sup \limits _{x}{\biggl |}\mathbb {P} {\biggl (}{\frac {X(t)-\lambda t}{\sqrt {\lambda t}}}<x{\biggr )}-\Phi (x){\biggr |}\leqslant {\frac {C_{0}}{\sqrt {\lambda t}}}},

где {\displaystyle C_{0}} — константа Берри-Эссеена.

## Применение
Поток Пуассона служит для моделирования различных реальных потоков: несчастных случаев, потока заряженных частиц из космоса, отказов оборудования и других. Также возможно применение для анализа финансовых механизмов, таких как поток платежей и других реальных потоков. Для построения моделей различных систем обслуживания и анализа их пригодности.
Использование потоков Пуассона значительно упрощает решение задач систем массового обслуживания, связанных с расчётом их эффективности. Но необоснованная замена реального потока потоком Пуассона там, где это недопустимо, приводит к грубым просчётам.